# 서성 (조선)
서성(徐渻, 1558년 ∼ 1631년)은 조선의 문신이다. 자는 현기(玄紀), 호는 약봉(藥峯), 시호는 충숙(忠肅), 본관은 대구이다. 이이, 송익필의 문인이다.

## 생애
경상북도 안동 외가에서 태어났다. 그의 아버지 함재 서해는 퇴계 이황의 문인이었으나 그는 이이·송익필의 제자가 되어 서인이 된다. 생후 1년만에 아버지 서해를 여의고 한성부로 상경, 중부인 서엄의 집에서 생활하였다.
숙부 서엄에게서 글을 배우다가 뒤에 이이, 송익필의 문하생이 되어 글을 배웠다. 그 뒤 선조 때에 문과에 급제하여 병조좌랑이 되었다. 임진왜란이 일어나자, 왕을 피란시켰으며 그 후, 암행어사·지평·공조정랑·성균관직강·병조정랑·내섬시정·동부승지·병조참지·경상도관찰사·병조참의·좌부승지·우승지·경기도 관찰사·강원도 관찰사·평안도 관찰사·함경도 관찰사·대사헌·공조판서·형조판서·병조판서·예조판서·우참찬·좌참찬·지중추부사·판중추부사(判中樞府事 - 종1품) 등을 지냈다. 1608년에는 선조의 임종 당시 유교 7신의 한 사람으로 영창대군의 안위를 부탁받기도 했다. 광해군 때 계축옥사에 연관되어 11년간 유배되었다가 인조반정으로 다시 등용되었다. 이괄의 난과 정묘호란 때에 왕을 피란시켰다. 그는 이인기·이귀 등과 남지 기로회를 조직하여 역학을 토론했으며, 서화에도 능하였다. 저서로 《약봉집》이 있다.
1628년(인조 6) 유효립에 난 진압을 도운 공로로 영사원종공신 1등(寧社原從功臣一等)에 책록되었다.

## 사후
서성선생묘는 경기도 포천시 설운동에 있다. 1976년 8월 27일 경기도의 기념물 제35호로 지정되었다.

## 저서
- 《약봉집》

## 가족 관계
- 할아버지 : 서고(徐固)
  - 아버지 : 서해(徐嶰)
  - 어머니 : 이고(李股)의 딸
    - 부인 : 송령(宋寧)의 딸
      - 장남 : 서경우(徐景雨)
      - 자부 : 성희순(成希舜)의 딸
        - 손녀 : 최연(崔渷)에게 출가

      - 자부 : 성염(成恬)의 딸
        - 손자 : 서원리(徐元履)

      - 자부 : 측실
      - 차남 : 서경수(徐景需)
        - 손자 : 서택리(徐擇履)
        - 손자 : 서형리(徐亨履)
        - 손자 : 서상리(徐祥履)
        - 손자 : 서광리(徐匡履)
        - 손자 : 서홍리(徐弘履)
        - 손자 : 서탄리(徐坦履)

      - 삼남 : 서경빈(徐景霦)
      - 사남 : 서경주(徐景霌)
        - 손자 : 서정리(徐貞履)
        - 손자 : 서정리(徐正履)
        - 손자 : 서진리(徐晉履)
        - 손녀 : 김규(金珪)에게 출가
        - 손녀 : 이명인(李命寅)에게 출가
        - 손녀 : 심항(沈伉)에게 출가
        - 손녀 : 권우(權堣)에게 출가
        - 손녀 : 이만웅(李萬雄)에게 출가

## 관련 문화재
- 상심정지 - 양평군 향토유적 제44호
- 서성선생묘 - 경기도 기념물 제35호

## 참고 문헌
- 이 문서에는 다음커뮤니케이션(현 카카오)에서 GFDL 또는 CC-SA 라이선스로 배포한 글로벌 세계대백과사전의 내용을 기초로 작성된 글이 포함되어 있습니다.